# Paolo Casati
Paolo Casati (ur. w 1617 w Piacenzy, zm. 22 grudnia 1707 w Parmie) – włoski matematyk i jezuita. Studiował w matematykę i teologię. Był profesorem matematyki, filozofii i teologii w Collegio Romano w Rzymie. Jego imieniem nazwany został krater na Księżycu.

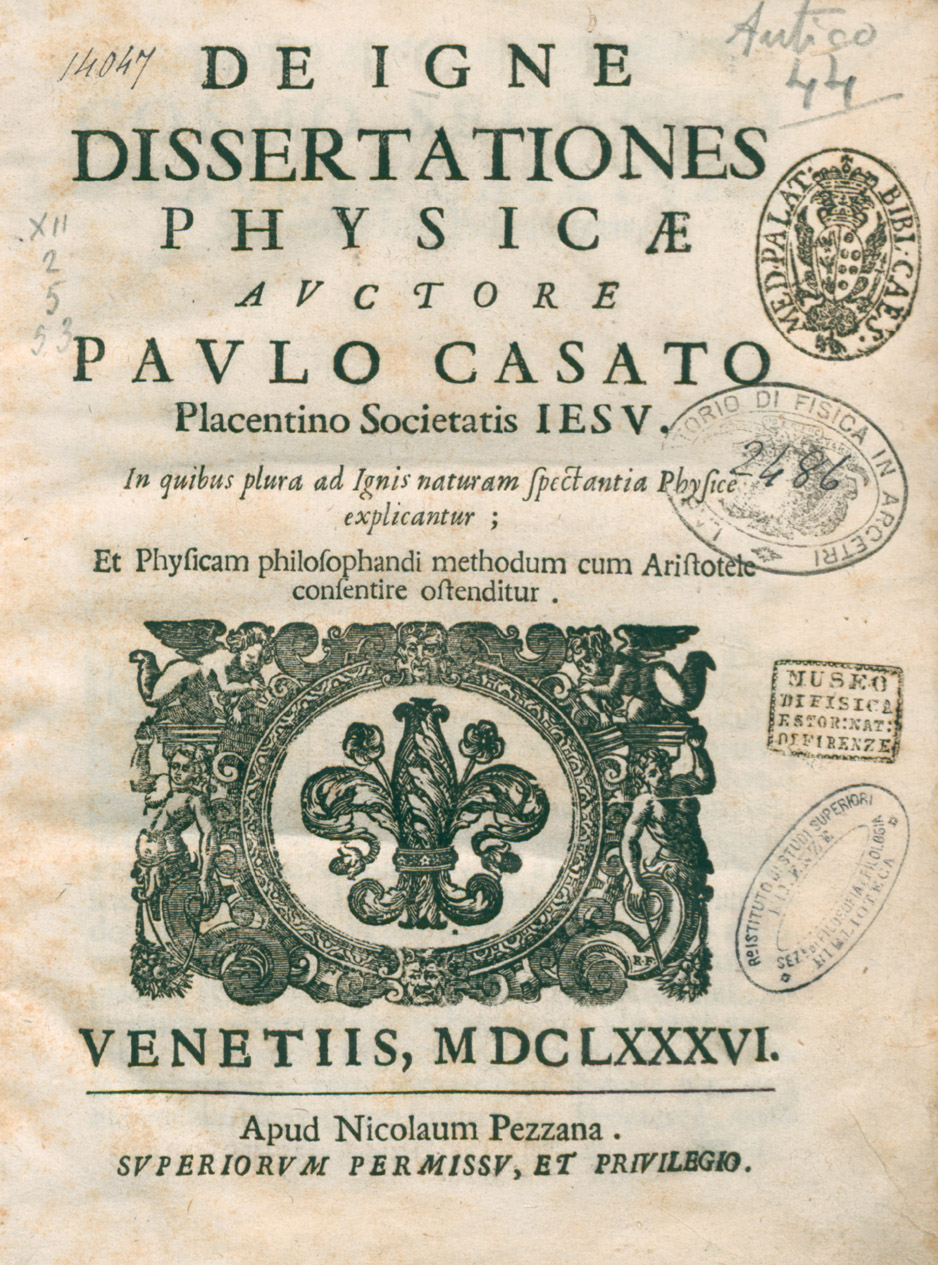
De igne, 1686

## Wybrane prace
- Fabrica et uso del compasso di proportione (1664), praca dotycząca zasad działania i konstrukcji kompasów.
- De igne, 1686
- Le ceneri dell'Olimpo ventilate (1673), traktat na temat meteorologii
- De gli horologi solari (nieopublikowany manuskrypt)
- Exercitationes matheseos candidatis exhibitaæ (1698) (nieopublikowany manuskrypt)